# Ian Brownlie
Ian Brownlie CBE (19 de setembro de 1932 - 3 de janeiro de 2010) foi um causídico britânico, especializado em direito internacional.